# パキディスカス
パキディスカス（学名：Pachydiscus）は、後期白亜紀のカンパニアン期からマーストリヒチアン期にかけて汎世界的に分布した、海に生息する絶滅したアンモナイトの属。タイプ種はPachydiscus neubergicus。北海道から知られる種は殻の直径が56cmに達した。2メートル近くに達する大型種はかつてこの属に含まれていたが、のちにパラプゾシア属へ移動した。殻の螺旋はややきつく、成長初期段階に存在した肋や突起といった修飾は成長後期段階で消失する。

## 分類
パキディスカス属はパキディスカス科の属である。タイプ種P. neubergicusは当初Ammonites neubergicusとしてHauer (1858)が記載したが、のちにZittel (1884)がパキディスカス属に再分類した。HauerはP. egertoniおよびP. gollevillensisもパキディスカス属として扱った。Hyatt (1900)はこれらをパラパキディスカス属として再分類したが、Matsumoto (1979)は両種とも典型的なパキディスカス属として扱っている。
Motsumoto (1947)ではパキディスカス属に3つの下位分類が設立されている。Matsumoto (1979)によれば、それらの分類群はパキディスカス亜属とネオデスモセラス亜属および未命名の分類群に分けられる。これらは肋の発達・消失や螺環断面の比率によって区別される。Matsumoto (1979)は上記3種をパキディスカス亜属、P. japonicusやP. catarinaeをネオデスモセラス亜属、P. colligatusを第三の下位分類群に分類している。

## 産地
化石データベースFossilworksによれば、本属の化石は南極大陸・オーストラリア・オーストリア・ベルギー・ブラジル・ブルガリア・カナダ・チリ・デンマーク・フランス・ドイツ・ハイチ・インド・イラン・日本・ヨルダン・メキシコ・オランダ・ニュージーランド・ナイジェリア・オマーン・ルーマニア・サウジアラビア・南アフリカ共和国・スペイン・トルコ・ウクライナ・アラブ首長国連邦・アメリカ合衆国から産出している。日本では四国～近畿地方にかけての和泉層群や北海道の蝦夷層群が産出層準である。

## ギャラリー

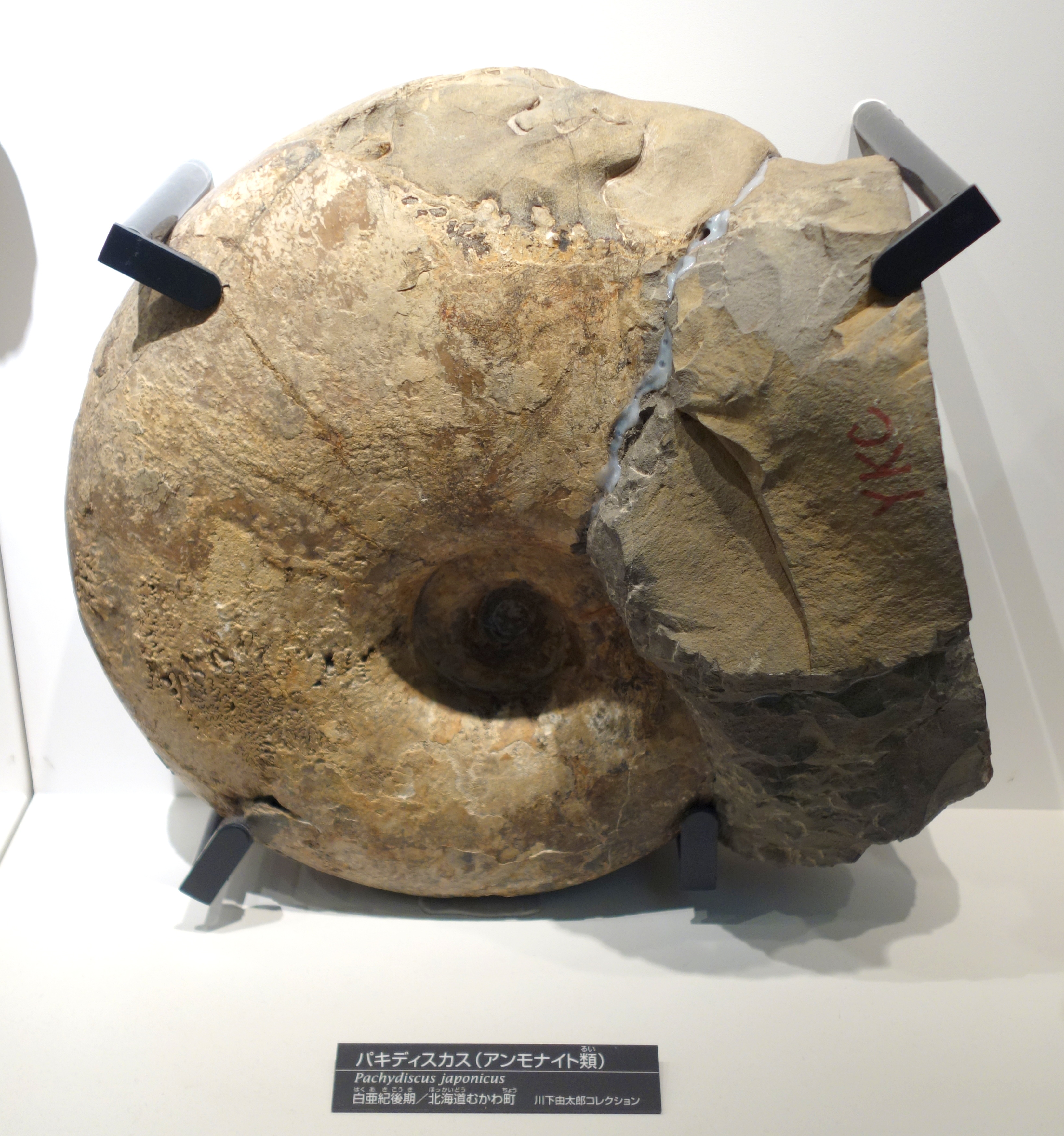
Pachydiscus japonicus
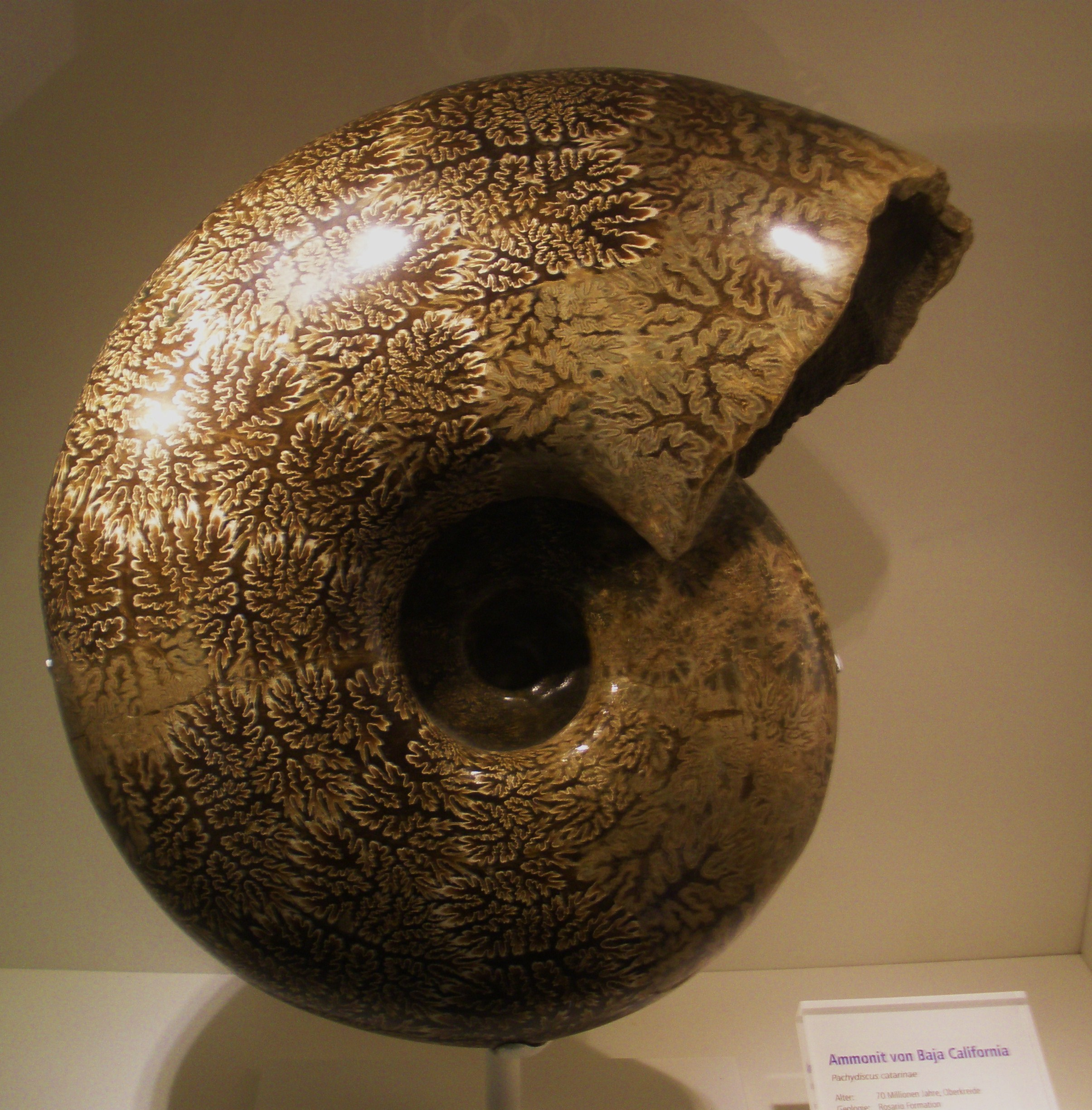
縫合線が露出したPachydiscus catarinae
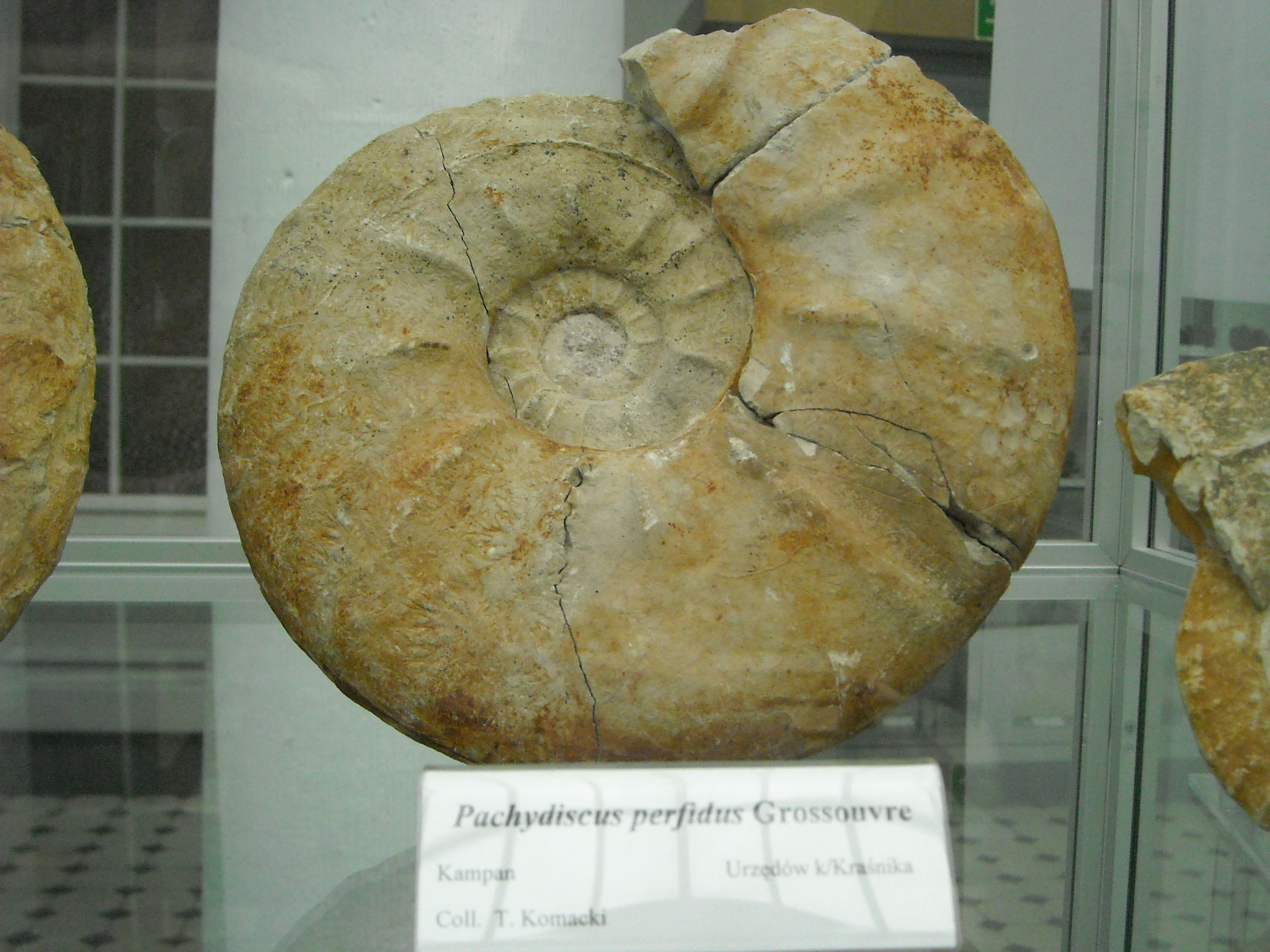
Pachydiscus perfidus
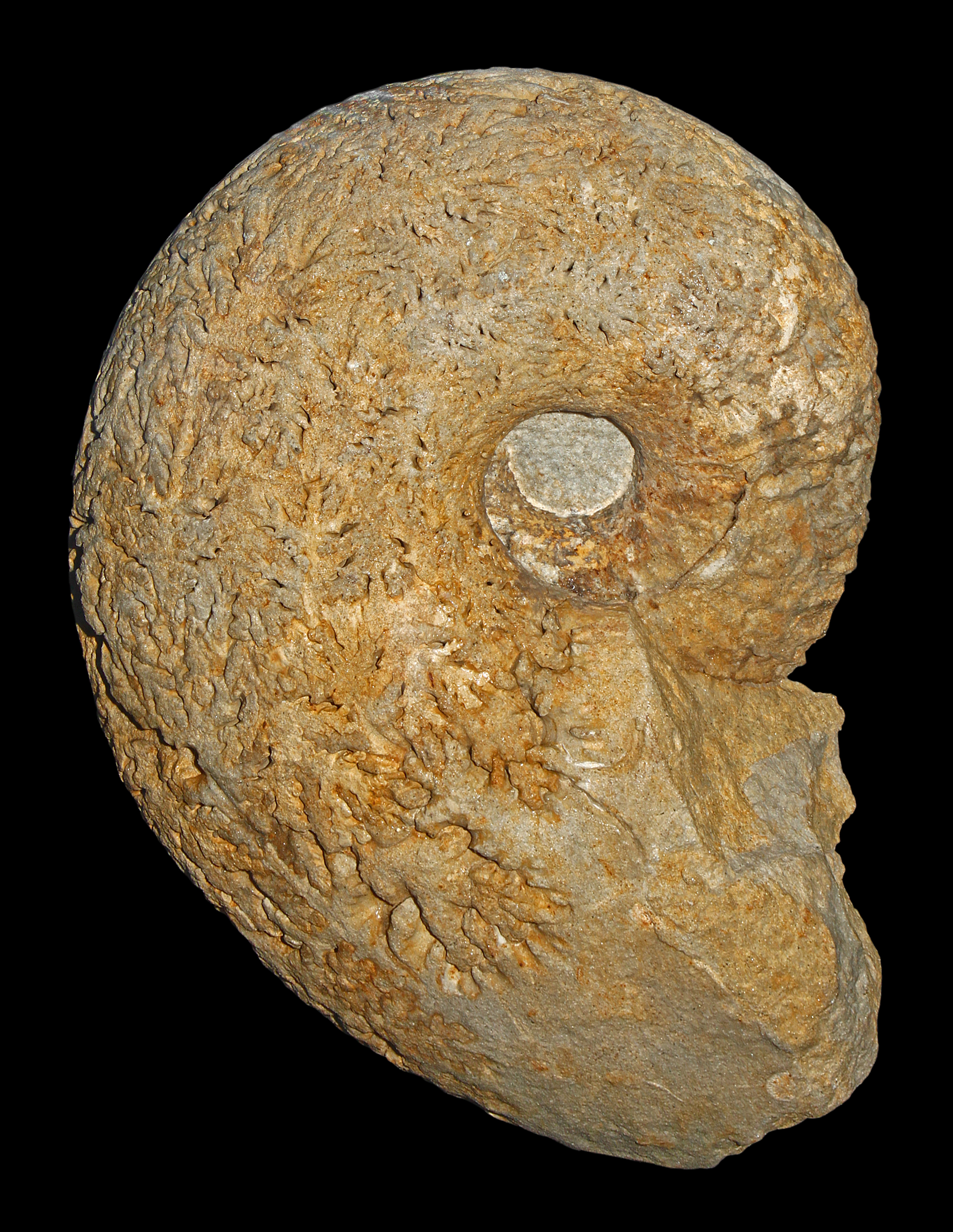
縫合線が露出したPachydiscus duelmensis
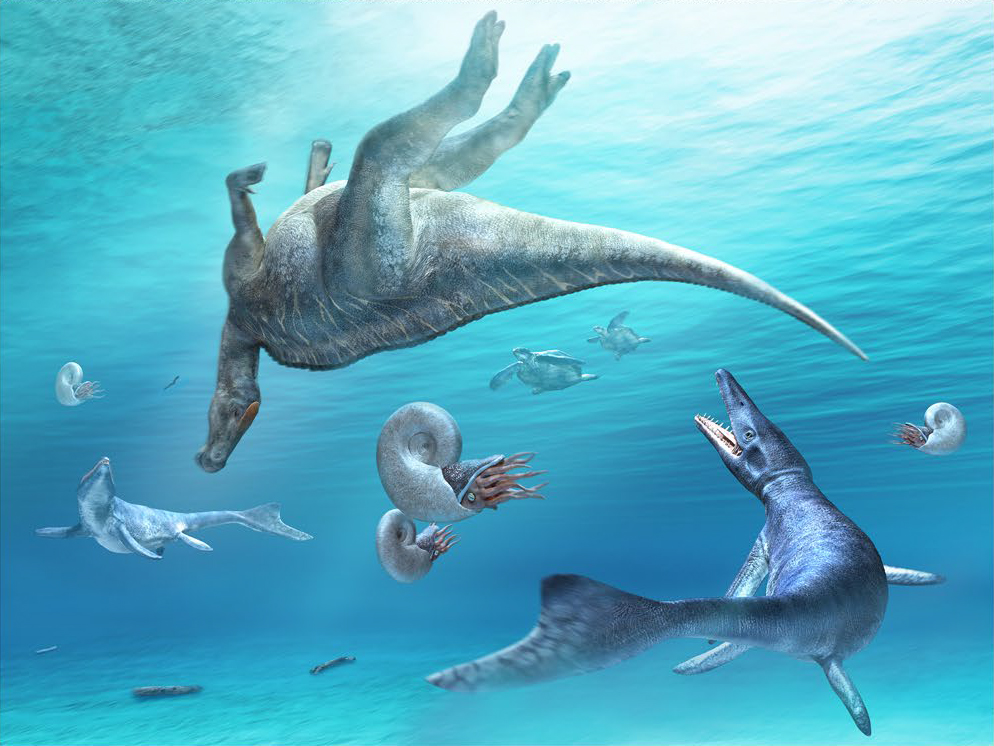
カムイサウルスの死骸の周囲を遊泳するP. japonicus復元図